# 垂枝蘚
垂枝蘚（学名：Rhytidium rugosum）为垂枝蘚科垂枝蘚屬下的一个种。